# Präferenz
Präferenz, Vorliebe, Neigung oder Interesse bezeichnet das von einem Menschen aus verschiedenen Alternativen Bevorzugte. Eine Präferenz kann sich bspw. aus Wünschen, Idealen oder erhofften Vorteilen ergeben und sich in einer entsprechenden Entscheidung äußern.

## Politikwissenschaft
Für die Politik sind vor allem die ebenfalls als Interessen bezeichneten von politischen Akteuren erhofften Vorteile von Bedeutung sowie die sich daraus ergebenden Ziele.

## Psychologie
In der Psychologie wird die Bezeichnung „Interesse“ für Präferenzen vermieden, da Interesse hier eine andere Bedeutung hat, siehe Interesse (Psychologie).

## Soziologie
In der Soziologie werden Präferenzen häufig über die individuelle Sozialisation erklärt.
Die Soziale Produktionsfunktion ist ein soziologisches Konzept des Soziologen Siegwart Lindenberg mit dem Ziel, eine Erklärung für die Art der Präferenzen von Menschen zu geben.